# Красницкий, Геннадий Вячеславович
Геннадий Вячеславович Красницкий (род. 7 сентября 1968, Москва) — советский фигурист, двукратный чемпион мира среди юниоров (1986, 1987), призёр чемпионата СССР (1990), победитель международных турниров в парном катании. Мастер спорта СССР международного класса (1988).

## Биография
Геннадий Красницкий (при рождении Ванисян) родился 7 сентября 1968 года в Москве. Занимался фигурным катанием в СДЮШОР ЦСКА под руководством Владимира Захарова. Наибольших успехов в своей спортивной карьере добивался в паре с Еленой Леоновой. Они дважды становились чемпионами мира среди юниоров (1986, 1987), победителями международных турниров «NHK Trophy» (1987), «Skate Canada» (1989) и «Nebelhorn Trophy» (1989), а также бронзовыми призёрами VI зимней Спартакиады народов СССР (1986) и чемпионата СССР (1990).
В 1993—1995 годах Геннадий Красницкий был солистом ледового театра Татьяны Тарасовой «Все звёзды». В дальнейшем занимался тренерской деятельностью в Эстонии и США. Среди его учеников четырёхкратные чемпионы Эстонии, участники чемпионатов Европы и мира Виктория Шкловер и Валдис Минталс.

## Спортивные достижения
С Е. Леоновой за СССР
| Соревнование/Сезон            | 1985–1986 | 1986–1987 | 1987–1988 | 1988–1989 | 1989–1990 |
| Чемпионаты мира среди юниоров | 1         | 1         |           |           |           |
| Чемпионаты СССР               |           | 5         |           |           | 3         |
| NHK Trophy                    |           |           | 1         |           |           |
| Skate Canada                  |           |           |           |           | 1         |
| Nebelhorn Trophy              |           |           |           |           | 1         |

Примечания
1. ↑  Профиль пары В. Шкловер и В. Минталс Архивная копия от 14 июня 2012 на Wayback Machine на сайте Международного союза конькобежцев (англ.)